# エルフオールスターズ脱衣雀3
『エルフオールスターズ脱衣雀3』（エルフオールスターズだついじゃん3）は、エルフより2006年3月31日に発売されたアダルトゲーム。

## 概要
『エルフオールスターズ脱衣雀』シリーズ第3作。基本的なゲームシステムや麻雀ルールなどは前々作や前作と同様であるが、マップ上の施設には新たに、おみくじの結果が麻雀勝負に影響する「神社」などが追加された。また、主人公から挑むだけでなく、ヒロインから麻雀勝負を誘ってくるパターンも追加されている。
ヒロインの脱衣イベントにも、前作同様にアニメーターが作画した脱衣アニメーションムービーを経て、ただ脱がせるだけでなく、脱がした服を全て返すと着衣状態でのセックスや、手持ちの好きな衣装に着替えさせるコスプレ、全裸はもちろんコスプレ状態のままでも射精箇所を選択可能なセックスなど、「ご褒美選択肢」と称するシステムを用いた更なる変更が加えられている。また、ヒロインにはそれぞれ好感度が設定されており、麻雀や会話の際におけるコマンド選択で変化する上、それにより更にご褒美選択肢の種類が変化するようになっている。
マップ上には、『同級生』に登場したクイズ太郎が扮する「情報屋」が存在。遭遇時に出されるクイズに正解することで様々な情報やミニクエストを得るだけでなく、更にはその後者をクリアすることで、ヒロインのコスプレ用衣装などを得ることも可能となる。
ネットワークを利用したマルチプレイにも対応しており、前作までは不可能だったプレイヤー同士のネットワーク対局が可能。攻略済みの好きなキャラクターを1人ずつ選び、対局するようになっている。

## 登場キャラクター
『ドラゴンナイト4』はWindows版に先駆けての登場、『らいむいろ流奇譚X』は前作『らいむいろ戦奇譚』から生まれた『らいむいろ雀奇譚』のような、作品単体での麻雀ゲーム版が開発されないままでの登場となった。スペシャルキャラクターの3人とは、それまでの36人を攻略完了後に対局可能となる。
- 『あしたの雪之丞』
- 『勝 あしたの雪之丞2』から
  - 春日 せりな
  - 久保 晶子
  - 水島 あきら
  - 田島 静
  - 鷲淵 権造
  - 会長
- 『下級生2』から
  - 高遠 七瀬
  - 白井 夕璃
  - 柴門 たまき
  - 砂吹 望
  - 志藤 春人
  - オタクちゃん
- 『河原崎家の一族2』から
  - 三条 杏奈
  - 宮原 真樹
  - 美香
  - 河原崎 縄綱
  - 宮原 智樹
  - 稲垣

- 『新・御神楽少女探偵団』から
  - 鹿瀬 巴
  - 久御山 滋乃
  - 桧垣 千鶴
  - 御神楽 時人
  - 蘭丸
  - 森松警部補
- 『ドラゴンナイト4』から
  - ナターシャ
  - マリアン
  - マルレーネ
  - セイル
  - ライナス
  - カロン
- 『らいむいろ流奇譚X』から
  - 島 つむぎ
  - 服部 かすり
  - 九鬼
  - 犬養 強志朗
  - 蒲生 大助
  - 梶 兵庫

- スペシャルキャラクター
  - 『ワーズ・ワース』から
    - シャロン

  - 『臭作』から
    - 高部 絵里

  - 『下級生』から
    - 結城 瑞穂